# Psammophis biseriatus
Psammophis biseriatus är en ormart som beskrevs av Wilhelm Peters 1881. Psammophis biseriatus ingår i släktet Psammophis, och familjen snokar. Inga underarter finns listade i Catalogue of Life.
Artens utbredningsområde omfattar södra Somalia, Kenya, nordöstra Tanzania, södra Libyen, Sudan, Etiopien och Uganda.